# Comuna Pavlivka, Pohrebîșce
Pavlivka (în ucraineană Павлівка) este o comună în raionul Pohrebîșce, regiunea Vinnița, Ucraina, formată din satele Krupoderînți și Pavlivka (reședința).

## Demografie
Componența lingvistică a satului Pavlivka
     Ucraineană (99,43%)
     Alte limbi (0,57%)
Conform recensământului din 2001, majoritatea populației satului Pavlivka era vorbitoare de ucraineană (99,43%), existând în minoritate și vorbitori de alte limbi.